# Nova vas, Ivančna Gorica
Nova vas je naselje v Občini Ivančna Gorica.